# Espermina
L'espermina és una poliamina implicada en el metabolisme cel·lular de totes les cèl·lules eucariotes. El precursor de la síntesi d'espermina és l'aminoàcid ornitina. Es troba en una gran varietat d'organismes i teixits i és un factor de creixement essencial per alguns bacteris. Es troba com a policatió a pH fisiològic. L'espermina s'associa amb els àcids nucleics i es creu que estabilitza l'estructura helical, en particular, en el cas dels virus.
Els cristalls de fosfat d'espermina van ser descrits per primera vegada l'any 1678, en el semen humà, per Antonie van Leeuwenhoek. El nom spermin van ser utilitzats per primera vegada pels químics alemanys Albert Ladenburg i John Jacob Abel l'any 1888, i l'estructura correcta de l'espermina no va ser finalment establerta fins a l'any 1926, simultàniament a Anglaterra (per Dudley, Rosenheim, i Starling) i Alemanya (per Wrede et al.).
Aquest compost està documentat com el que principalment contribueix a l'olor característica del semen.